# Мойзес Фуентес
Мойзес Фуентес Рубіо (ісп. Moisés Fuentes Rubio; нар. 20 вересня 1985 — пом. 24 листопада 2022) — мексиканський професійний боксер, чемпіон світу за версією WBO (2011—2013) в мінімальній вазі.

## Професіональна кар'єра
Дебютував на профірингу 2007 року у мінімальній вазі. В десятому поєдинку завоював титул «тимчасового» чемпіона WBC Youth у мінімальній вазі.
В тринадцятому поєдинку зазнав першої поразки.
27 серпня 2011 року переміг розділеним рішенням суддів чемпіона світу за версією WBO в мінімальній вазі Рауля Гарсія (Мексика), відібравши у нього звання чемпіона. Провівши два вдалих захисти проти Хуліо Сезар Фелікса (Мексика) та Івана Кальдерона (Пуерто-Рико), звільнив титул і 2 березня 2013 року вийшов на бій проти чемпіона WBO в першій найлегшій вазі Донні Ньєтеса (Філіппіни). Поєдинок завершився внічию рішенням більшості суддів, і титул чемпіона залишився у філіппінця.
Після трьох перемог поспіль 10 травня 2014 року вдруге зустрівся в бою з Донні Ньєтесом і програв технічним нокаутом в дев'ятому раунді.
Впродовж 2014—2016 років здобув п'ять перемог і 31 грудня 2016 року вийшов на бій за вакантний титул WBO в першій найлегшій вазі проти Косей Танака (Японія). Поєдинок пройшов за явної переваги японця, який здобув перемогу технічним нокаутом у п'ятому раунді.
Після поразки від Танаки Фуентес в наступних п'яти боях здобув лише одну перемогу і зазнав чотири поразки, зокрема останні три дострокові поразки поспіль проти чемпіона WBC в найлегшій вазі Хіґа Дайґо (Японія), ексчемпіона світу Романа Гонсалеса (Нікарагуа) і Давида Куельяра (Мексика).

## Смерть
В результаті бою з Давидом Куельяром у 2021 році Фуентес отримав тромб у мозку. Після цього він більше не бився, і ускладнення травми призвели до його смерті у віці 37 років 24 листопада 2022 року.